# FC Balzers
Der FC Balzers ist der Fussballverein der Liechtensteiner Gemeinde Balzers.

## Geschichte

Altes Logo

Der FC Balzers wurde am 1. Mai 1932 gegründet. Mit elf Siegen im Liechtensteiner Cup ist der FC Balzers nach dem FC Vaduz der zweiterfolgreichste Verein des Landes. Der FC Balzers nahm zweimal (1993 und 1997) am Cup der Cupsieger teil. Während er 1997 direkt gegen Vasutas Budapest ausschied, hatte er 1993 durch einen 3:1-Heimsieg und ein 0:0-Unentschieden gegen KS Albpetrol Patos aus Albanien die Hauptrunde erreicht, wo er gegen ZSKA Sofia ausschied.
Prominentester Spieler der Vereinsgeschichte war wohl der deutsche Nationalspieler Rudi Brunnenmeier, einer der grossen Stars des TSV 1860 München in dessen Glanzzeit in den 1960er-Jahren. Er machte zwischen 1975 und 1977 im Fürstentum Station. Mit ihm gelang 1976 der Aufstieg in die höchste Schweizer Amateurliga.
Nach 14 Jahren Abwesenheit in der 1. Liga gelang unter Trainer Michael Nushöhr der erneute Aufstieg in die höchste Amateurklasse der Schweiz.
Im September 2012 übernahm Mario Frick das Traineramt beim FC Balzers.
Frick begann hier seine Karriere, bevor er international Bekanntheit erlangte (u. a. FC Basel, AC Siena).

## Erfolge
Liechtensteiner Cup: (11)
- 1964, 1973, 1979, 1981, 1982, 1983, 1984, 1989, 1991, 1993, 1997

## Europapokalbilanz
| Saison  | Wettbewerb        | Runde         | Gegner             | Gesamt | Hin     | Rück    |
| ------- | ----------------- | ------------- | ------------------ | ------ | ------- | ------- |
| 1993/94 | Cup der Cupsieger | Qualifikation | KS Albpetrol Patos | 3:1    | 3:1 (H) | 0:0 (A) |
| 1993/94 | Cup der Cupsieger | 1. Runde      | ZSKA Sofia         | 01:11  | 0:8 (A) | 1:3 (H) |
| 1997/98 | Cup der Cupsieger | Qualifikation | Budapesti VSC      | 1:5    | 1:3 (H) | 0:2 (A) |

Gesamtbilanz: 6 Spiele, 1 Sieg, 1 Unentschieden, 4 Niederlagen, 5:17 Tore (Tordifferenz −12)